# Софі Бланшар
Софі Бланшар (повне ім'я Марі Мадлен-Софі Бланшар), фр. Sophie Blanchard; 25 березня 1778 — 6 липня 1819) — французька повітроплавальниця та винахідниця. Перша жінка, яка фахово займалась повітроплаванням. Після смерті чоловіка, піонера повітроплавання Жана-П'єра Франсуа Бланшара, продовжила його справу, здійснивши близько 60 польотів.

## Життєпис

### Ранні роки і початок кар'єри
Софі Бланшар народилась в містечку Ів поблизу Ла-Рошель на південному заході Франції. Батьки Софі були протестантами й при народженні вона отримала ім'я Марі Мадлен-Софі Арман. Про дитинство, юність та життя Софі до шлюбу з аеронавтом Жаном-П'єром Бланшаром відомо небагато . Дата їхнього шлюбу також невідома: деякі джерела вказують на 1794 або 1797 роки, але більшість стверджує, що це сталось в 1804, рік її першого польоту на повітряній кулі. Заради Софі, Жан-П'єр Бланшар покинув свою першу дружину Вікторію Лебрен, яка пізніше померла в бідності.
Софі спершу описували як «маленьку і нервову дружину» і вказували на її «гострі пташині риси лиця». Та в пізніших описах її зображали вже як «маленьку і красиву».
Польоти на повітряній кулі Софі полюбила одразу і в небі відчувала себе більш впевнено, ніж на землі, де її лякав будь-який гучний звук. Відомо, що вона не любила поїздок в каретах і уникала їх.
Свій перший політ на повітряній кулі Софі Бланшар здійснила разом з чоловіком Жаном-П'єром в Марселі, 27 грудня 1804 року. Бізнес Бланшара занепадав, повітряні вистави на ярмарках не були надто популярними і подружжя вирішило, що жінка-аеронавт приверне більше уваги публіки і це допоможе їм вирішити фінансові проблеми. Свої відчуття від цього польоту Софі описувала як «ні з чим незрівнняні» (фр. sensation incomparable). Згодом вона здійснила свій другий політ разом з Бланшаром, а третій політ 18 серпня 1805 року став для неї першим сольним підйомом на повітряній кулі. Софі вилетіла з саду якобінського монастиря в Тулузі і вперше самостійно керувала повітряною кулею.

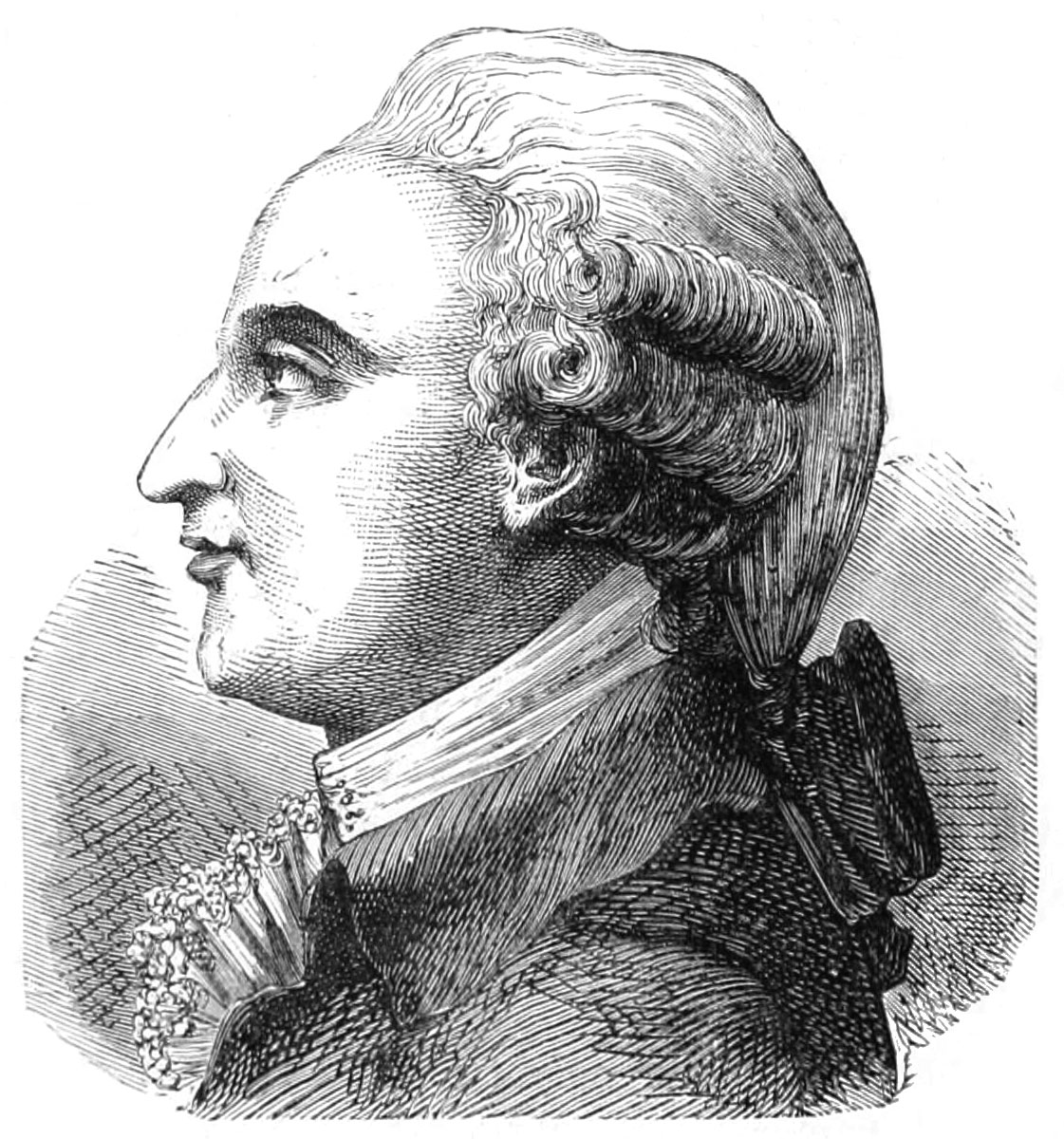
Жан-П'єр Бланшар

В 1807 році під час спільного польоту разом з чоловіком Софі потрапила в аварію, під час якої Жан-П'єр отримав травму голови, а вона деякий час не могла розмовляти через шок.
Хоч Софі й не була першою жінкою, яка піднялась на повітряній кулі (ще 20 травня 1784 року маркіза Монталамбер, графиня Поденас і міс де Лагард здійснили підйом на прив'язній повітряній кулі в Парижі, а 4 червня 1784 року Елізабет Тіблі в Ліоні, здійснила підйом на повітряній кулі «La Gustave») вона стала першою жінкою, яка пілотувала власну повітряну кулю, а також першою жінкою, для якої повітроплавання стало кар'єрою.
В 1809 році чоловік Софі, Жан-П'єр Бланшар помер від травм, які він отримав, коли впав з повітряної кулі в Гаазі після серцевого нападу. Після його смерті Софі продовжувала здійснювати показові польоти. Вона часто піднімалась на повітряній кулі в сутінках і проводила всю ніч в польоті, засинаючи в маленькій гондолі.

### Самостійні польоти
Софі продовжила проводити експерименти з парашутами, розпочаті її чоловіком, зокрема з допомогою парашута спускала з повітряної кулі свого собаку. Родзинкою в програмі її виступів був запуск феєрверків під час польоту кулі, а також спуск на маленьких парашутиках різної піротехніки. Інші аеронавти здобули популярність, вистрибуючи з повітряної кулі з парашутом, наприклад, сім'я Андре-Жака Гарнерена, чиї дружина, дочка та племінниця здійснювали такі стрибки регулярно. Його племінниця, Еліза Гарнерен, була головним конкурентом Софі Бланшар як жінка-аеронавт, і в той час складно було віддати перевагу комусь з них. Софі можливо й сама демонструвала стрибки з парашутом, проте її головним захопленням були польоти на повітряній кулі.
На момент смерті Жана-П'єра Бланшара, пара все ще була в боргах, тому, щоб мінімізувати свої витрати, Софі була максимально економною у виборі повітряної кулі. Вона використовувала газову кулю, наповнену воднем (або Шарльєр), оскільки це дозволяло їй підніматися в кошику, трохи більшому за стілець. Повітряна куля наповнена воднем також звільнила її від необхідності щоразу розпалювати вогонь, щоб куля залишалась в повітрі. А маленький розмір повітряної кулі Софі і можливість дуже легко й швидко наповнити її воднем чи навпаки спустити і скласти, також була важливою в епоху, коли поширеними були «бунти на повітряних виставах». Іноді траплялось так, що розчарована повітряною виставою публіка, могла знищити повітряну кулю та навіть атакувати аеронавтів. Найчастіше таке траплялось, коли повітряна куля не могла піднятися, як планувалося зазделегідь. Оскільки куля Софі була маленькою і легкою, то вона змогла значно скоротити кількість газу, який використовувався для її надування, що суттєво вплинуло на загальні витрати коштів на виступи.

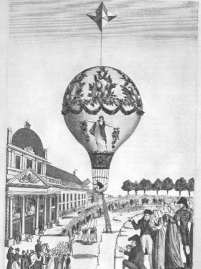
Політ Софі Бланшар на Марсовому полі в Парижі, 24 червня 1810 року

Софі Бланшар стала фавориткою Наполеона, замінивши Андре-Жака Гарнерена в 1804 році. Гарнерен здійснив дуже невдалі дії, втративши контроль над повітряною кулею під час польоту на честь коронації Наполеона в Парижі. Зрештою, некерована повітряна куля дрейфувала аж до Риму, де впала в озеро Браччіано, що стало причиною безлічі жартів над Наполеоном. Титул, яким Наполеон нагородив Софі Бланшар, і досі залишається невідомим: вона точно стала «Аеронавтом офіційних заходів» (фр. «Aronaute des Ftes Officielles»), що зобовязувало її організовувати показові польоти на повітряних кулях під час великих свят. Однак, можливо, що Наполеон також призначив Софі й на посаду Головного Міністра Повітроплавання, в обов'язки якого, за повідомленнями, входило розробити плани повітряного вторгнення в Англію. Софі змогла відмовити Наполеона від цього плану, вказавши на те, що вітри, які переважають над Ла-Маншем зроблять таке вторгнення практично неможливим.
Софі здійснила політ для Наполеона 24 червня 1810 з Марсового поля у Парижі. Згодом вона літала і на святі, яке влаштувала Імператорська Гвардія з нагоди шлюбу Наполеона з Марією-Луїзою Австрійською. Після народження сина Наполеона, Бланшар здійснила підйом з Марсового поля в Парижі, під час якого розкидала листівки з повідомленнями про цю важливу подію. Згодом вона здійснила політ з нагоди його хрещення в Сен-Клу 23 червня 1811, із запуском феєрверку з повітряної кулі, а потім на «Fte de l'Emperor» в Мілані 15 серпня 1811. Софі здійснила політ в погану погоду над Кампо Марті в Неаполі для розвідки і координування штурму швагром Наполеона Мюрата, Неаполітанського короля.

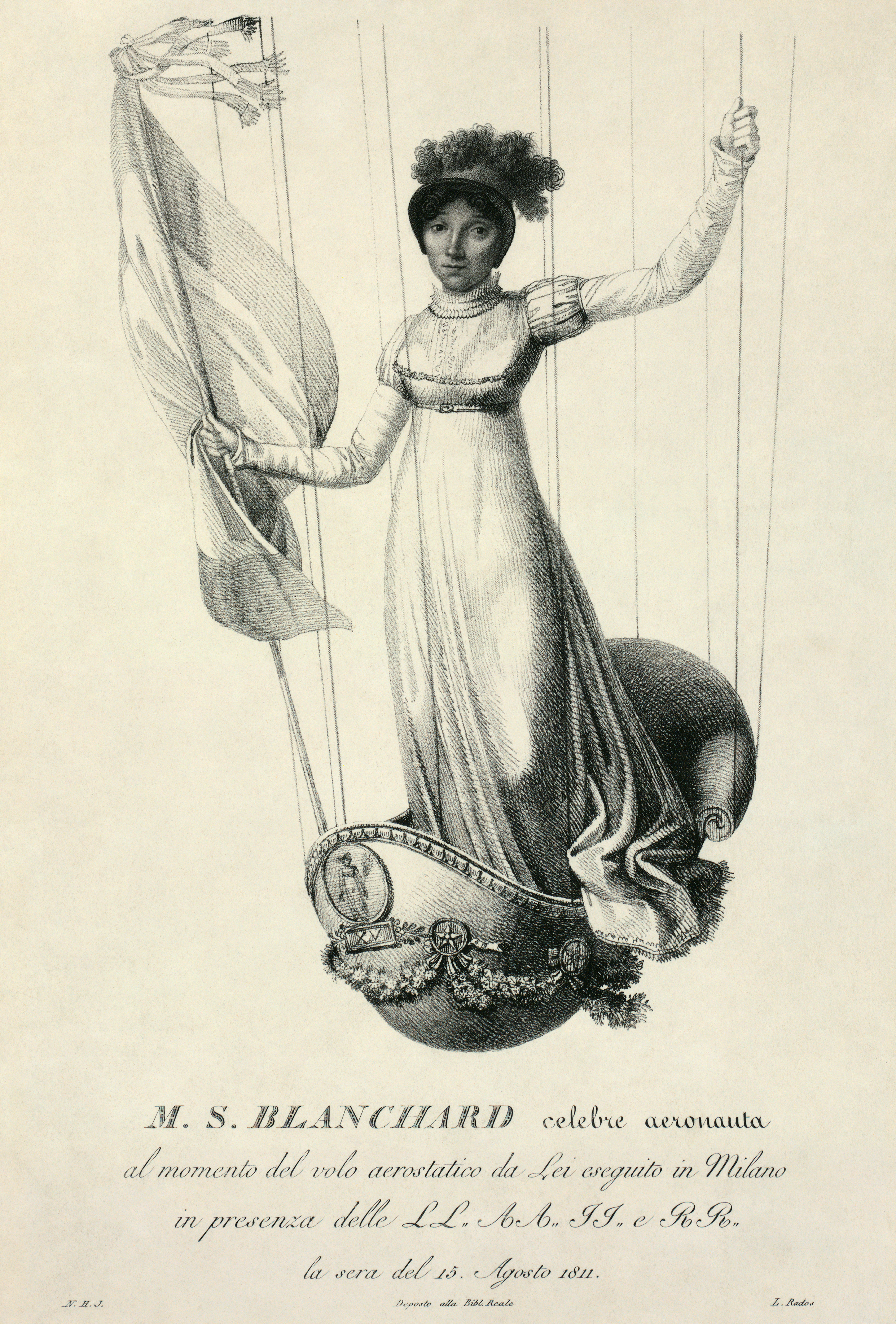
Софі Бланшар здійснює політ в Мілані, щоб відзначити 42-й день народження Наполеона, 15 серпня 1811 року

Коли Людовик XVIII вступив у Париж 4 травня 1814 після реставрації Бурбонів на французький трон, Софі Бланшар піднялась на повітряній кулі над Новим мостом, що було частиною тріумфальної процесії. Людовик XVIII був настільки вражений цим польотом, що дарував Софі аналогічну посаду «Офіційного Аеронавта Реставрації».
Відома по всій Європі, Софі Бланшар збирала великі натовпи глядачів на свої показові польоти. 16 вересня 1810 року у Франкфурті її політ став причиною провалу прем'єри опери Карла Марії фон Вебера «Сільвана». Місцева публіка надала перевагу повітряному виступу Софі, і лише декілька глядачів відвідали прем'єру опери. Софі здійснила декілька польотів в Італії. У 1811 році вона пролетіла з Риму до Неаполя, розділивши цю подорож на два відрізки із зупинкою через 60 миль (97 км). Згодом, в Римі, вона ще раз піднялась на висоту 12 000 футів (3660 м). Пізніше вона стверджувала, що під час цього польоту заснула і проспала аж до приземлення в Тальякоццо. В тому ж році вона ще раз втрачала свідомість після необхідного підйому на значну висоту, щоб уникнути шторму з градом близько Вінченес. В результаті вона провела 14 годин у повітрі.
Софі перетнула Альпи на повітряній кулі, а під час подорожі до Турина 26 квітня 1812 року температура повітря впала настільки низько, що у неї почалась кровотеча з носа, а на руках і обличчі утворилися бурульки. Софі ледь не померла 21 вересня 1817 року, коли під час польоту з Нанта (її 53-й політ) вона прийняла болотисте поле за безпечне місце для приземлення. Стропи її повітряної кулі заплутались за дерево, що стало причиною перекидання гондоли. Софі, яка заплуталася в оснащенні кулі, повинна була потонути в болоті, проте незабаром після її приземлення надійшла допомога від місцевих жителів.
Симпатизуючи Марії Терезі де Ламур, яка намагалась створити притулок для "занедбаних жінок "(фр. La Misricorde) в Бордо, Софі запропонувала пожертвувати на цю ціль кошти, отримані за один зі своїх польотів. Та Де Ламур відмовилась, мотивуючи це тим, що не змогла б прийняти гроші, які Софі заробила з таким надзвичайним ризиком для життя.

### Смерть

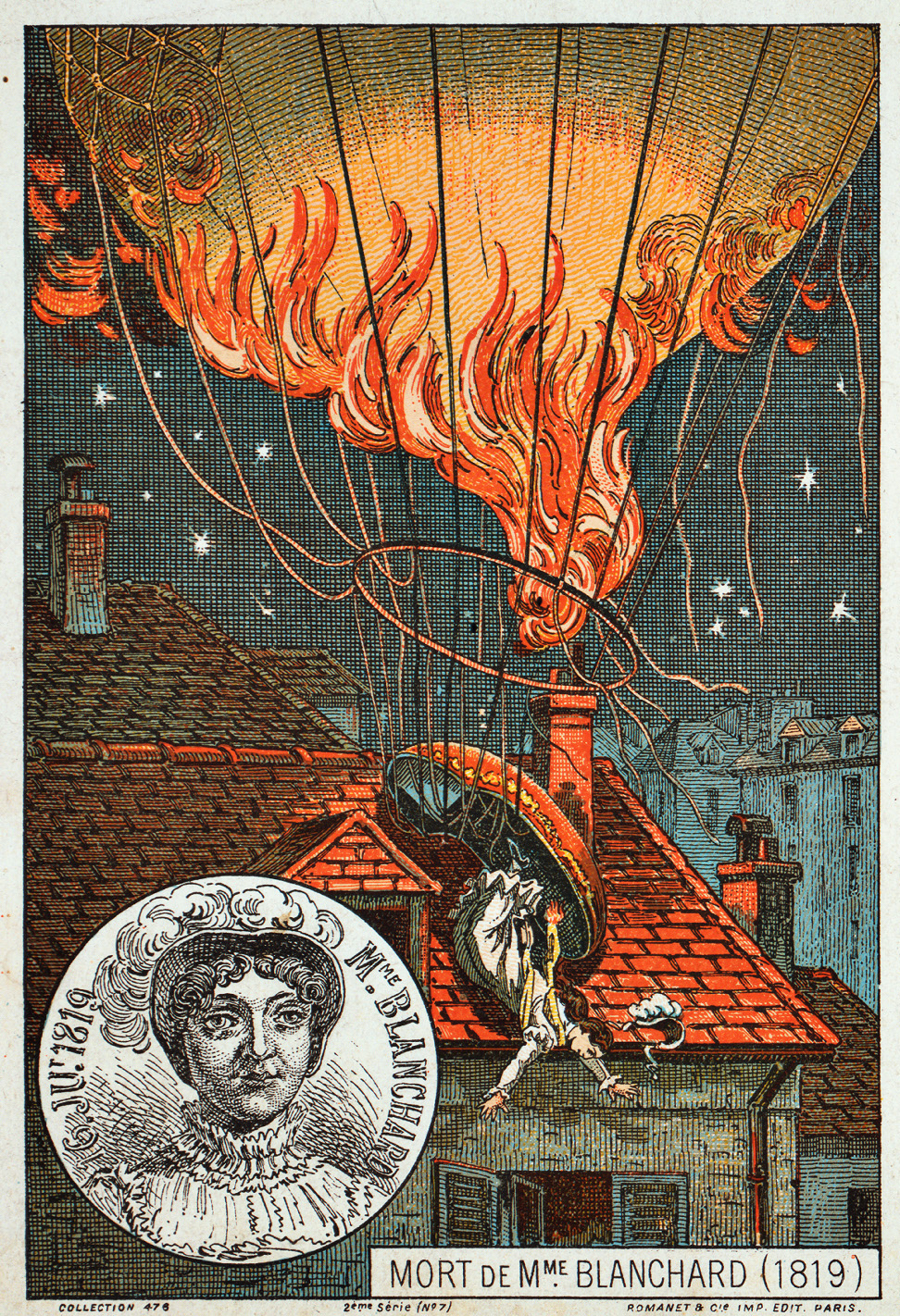
«Смерть мадам Бланшар», ілюстрація кінця 19 століття

6 липня 1819 року в саду Тіволі в Парижі Софі Бланшар трагічно загинула в результаті катастрофи її повітряної кулі.
Софі регулярно виступала в садах Тіволі, здійснюючи польоти двічі на тиждень, коли була в Парижі. Її неодноразово попереджали про небезпеку використання феєрверків під час показових польотів. Цей політ мав бути особливо вражаючим, із значно більшою кількістю піротехнічних засобів ніж зазвичай. Деякі глядачі благали Софі не летіти сьогодні, але інші, бажаючи побачити шоу, підштовхували її вперед. В одному з газетних звітів йшлося про те, що вона нарешті зважилася і ступила на своє крісло зі словами «Allons, ce sera pour la dernière fois» («Ходімо, це буде в останній раз»).

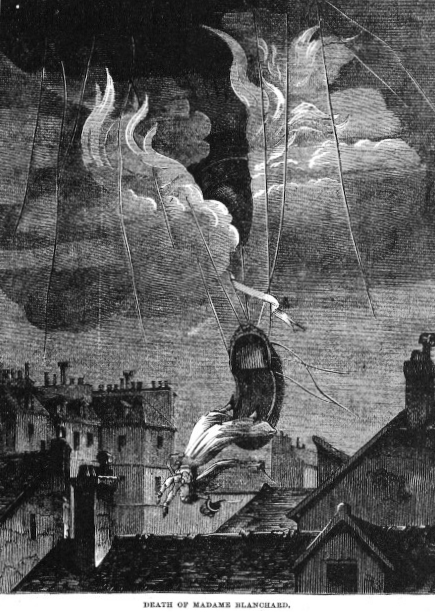
Ще одне зображення трагічного падіння Софі Бланшар, 1869 рік

Близько 22:30 години вечора (джерела подають різну інформацію щодо точного часу старту кулі, в деяких вказувалась 8:45 година) заграла музика, Софі увійшла в гондолу і через кілька хвилин куля піднялась над головами присутніх глядачів. Софі була одягнена в білу сукню та білий капелюх з пір'ям страуса. В гондолі був також і білий святковий прапор. Досягнувши потрібної висоти, вона запалила святковий феєрверк, закріплений під гондолою на довгому дроті і незабаром зникла з очей глядачів в блиску безлічі палаючих іскор. Натовп не зводив очей з надзвичайного шоу, а з кулі спадали потоки вогняних іскор від «бенгальського вогню».
Раптом спалахнуло яскраве полум'я. Незважаючи на значну висоту на якій знаходилась куля, глядачам було видно, як Софі заметушилась в гондолі. На мить полум'я зникло, однак майже одразу знову з'явилось, але вже зверху кулі. Деякі глядачі подумали, що Софі й далі демонструє новий вогняний сюрприз, і закричали «Браво, браво Бланшар…».
Однак, це загорівся водень, яким була наповнена повітряна куля і незабаром яскраве світло осяяло весь квартал Монмартра. Швидко скидаючи баласт з кулі, Софі змогла дещо сповільнити спуск. Більшість повідомлень про цей трагічний політ стверджують, що під час спуску кулі вона виглядала спокійною, але, як розповіали очевидці, Софі «заламувала руки від розпачу, коли корабель наближався до землі».
Куля, за якою з жахом стежив натовп глядачів опускалась все нижче і нижче. Нарешті вона впала на будинок № 16 на вулиці Рю де Прованс і гондола повільно сповзала по його схилу. Здавалось, що ще декілька хвилин і Софі буде врятована. Однак, гондола раптово зачепилась за якусь перешкоду і різкий удар викинув Софі з неї. Спершу вона зачепилась за сітку повітряної кулі, та пізніше різко впала спершу на дах будинку. а потім скотилась на вулицю.
Джон Пул, очевидець події, так описав її останні моменти життя:
«Настала жахлива пауза, потім пані Бланшар потрапила в сітку своєї повітряної кулі, і з тріском впала на похилий дах будинку на Рю де Прованс, а потім на вулицю, де вже підняли лише її побитий труп…».
Деякі газети приписували Софі вигук «À moi!» («допоможіть»), коли вона вдарилася об дах будинку. Хоч натовп і кинувся їй на допомогу й намагався врятувати, вона або померла миттєво, зламавши шию, або прожила ще не більше десяти хвилин.
Найімовірнішою причиною катастрофи був мабуть один з феєрверків прикріплений до гондоли її повітряної кулі. При підйомі, коли куля неодноразово зачіпала найближчі до площі дерева цей феєрверк мабуть відірвався і звисав на дроті. А коли Софі запалила всі свої святкові вогні, феєрверк попрямував до повітряної кулі, а не від неї і мауть пропалив дірку в тканині, запаливши газ. Як повідомляється, один чоловік помітив проблему і крикнув їй, щоб вона не запалювала вогні, але його крики були заглушені оплесками натовпу.[23] Пізніші повідомлення свідчать про те, що вона залишила газовий клапан відкритим, що дозволило іскрам запалити газ і підпалити повітряну кулю, або що оболонка її кулі була в поганому стані і це дозволило газу просочуватись крізь неї під час підйому.
Похована на паризькому цвинтарі Пер-Лашез.

### Пам'ять
Норвіч Дафф, який був свідком трагічного польоту Софі Бланшар записав:
«Легко можна уявити, який шокуючий ефект справив такий нещасний випадок на кілька тисяч людей, які зібрались тут для розваги та веселощів...»

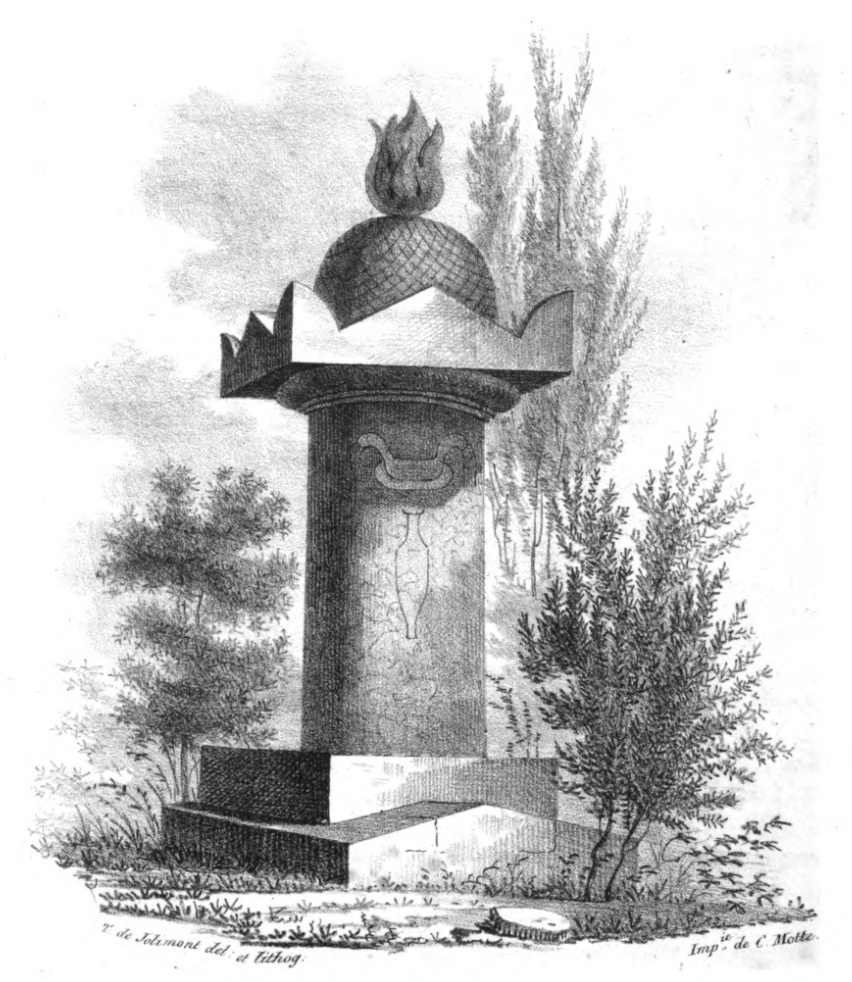
Зображення гробниці Софі Бланшар. Вгорі можна побачити повітряну кулю і полум'я

Почувши, що Софі померла, власники садів Тіволі негайно оголосили, що всі кошти зібрані за вхід на свято будуть пожертвувані на підтримку її дітей, а деякі глядачі стояли біля воріт садів, звертаючись до громадян Парижа з проханням про пожертви. Цей заклик дозволив зібрати 2400 франків, але після збору коштів з'ясувалось, що у Софі не було живих дітей, тому гроші були використані для встановлення меморіалу, увінчаного зображенням її повітряної кулі в полум'ї, над її могилою на цвинтарі Пер-Лашез. На її надгробку було вигравіюрувано епітафію «victime de son art et de son intrépidité» («жертва її мистецтва та безстрашності»).
Незважаючи на те, що Софі була не багата, на момент смерті вона погасила всі борги, залишені її чоловіком. Кожен її підйом коштував їй близько 1000 франків, не враховуючи витрат на обслуговування повітряної кулі. У заповіті вона залишила майно на суму від 1000 до 50000 франків дочці своїх знайомих.
Історію смерті Софі Бланшар розповідали по всій Європі. Жюль Верн згадав її у «П'яти тижнях на повітряній кулі».
Федір Достоєвський в «Гравці» порівняв хвилювання від участі в азартних іграх із відчуттям, яке, мабуть, відчувала Софі Бланшар, коли вона падала.
У 2019 році на екранах кінотеатрів світу з'явився фільм «Аеронавти». Головну героїню фільму, пілота повітряної кулі Амелію Ренн зіграла Фелісіті Джонс, яка в одному з своїх інтерв'ю стверджувала, що на образ свого персонажа її надихнула саме Софі Бланшар.